# Gloria Katz
Gloria Katz (Los Angeles, 25 oktober 1942 – aldaar, 25 november 2018), was een Amerikaanse scenarioschrijfster en filmproducente.  Ze werkte regelmatig samen met George Lucas en was getrouwd met Willard Huyck. Ze stierf aan eierstokkanker.

## Filmografie

### Film
| Jaar | Titel                                | Schrijver | Producer |
| ---- | ------------------------------------ | --------- | -------- |
| 1973 | Messiah of Evil                      | Ja        | Ja       |
| 1973 | American Graffiti                    | Ja        | Nee      |
| 1975 | Lucky Lady                           | Ja        | Nee      |
| 1979 | French Postcards                     | Ja        | Nee      |
| 1984 | Indiana Jones and the Temple of Doom | Ja        | Nee      |
| 1984 | Best Defense                         | Ja        | Ja       |
| 1986 | Howard the Duck                      | Ja        | Ja       |
| 1994 | Radioland Murders                    | Ja        | Nee      |

### Televisie
| Jaar | Titel                         | Schrijver | Uitvoerend producent |
| ---- | ----------------------------- | --------- | -------------------- |
| 1988 | A Father's Homecoming         | Ja        | Ja                   |
| 1989 | Mothers, Daughters and Lovers | Ja        | Ja                   |

## Prijzen en nominaties
| Referentiejaar | Wedstrijd                        | Categorie | Film                                 | Ontvanger(s)                               | Resultaat   |
| -------------- | -------------------------------- | --- | ------------------------------------ | ------------------------------------------ | ----------- |
| 1973           | New York Film Critics Circle     | Best Writing, Story and Screenplay Based on Factual Material or Material Not Previously Published or Produced | American Graffiti                    | Gloria Katz - George Lucas - Willard Huyck | Gewonnen    |
| 1974           | 46ste Oscaruitreiking            | Best Writing, Story and Screenplay Based on Factual Material or Material Not Previously Published or Produced | American Graffiti                    | Gloria Katz - George Lucas - Willard Huyck | Genomineerd |
| 1974           | Writers Guild of America         | Best Comedy Written Directly for the Screen                                                                   | American Graffiti                    | Gloria Katz - George Lucas - Willard Huyck | Genomineerd |
| 1974           | National Society of Film Critics | Best Screenplay                                                                                               | American Graffiti                    | Gloria Katz - George Lucas - Willard Huyck | Gewonnen    |
| 1984           | Stinkers Bad Movie Awards        | Worst Picture                                                                                                 | Best Defense                         | Gloria Katz                                | Genomineerd |
| 1985           | Saturn Award                     | Best Writing                                                                                                  | Indiana Jones and the Temple of Doom | Gloria Katz - George Lucas - Willard Huyck | Genomineerd |
| 1986           | Stinkers Bad Movie Awards        | Worst Picture                                                                                                 | Howard the Duck                      | Gloria Katz                                | Gewonnen    |
| 1987           | Golden Raspberry Awards          | Worst Picture                                                                                                 | Howard the Duck                      | Gloria Katz                                | Gewonnen    |
| 1987           | Golden Raspberry Awards          | Worst Screenplay                                                                                              | Howard the Duck                      | Gloria Katz - Willard Huyck                | Gewonnen    |
| 1990           | Golden Raspberry Awards          | Worst Picture of the Decade                                                                                   | Howard the Duck                      | Gloria Katz                                | Genomineerd |